# Temporada da NFL de 2010
A Temporada de 2010 da NFL foi a 91ª temporada regular da National Football League, a liga profissional de futebol americano dos Estados Unidos. A temporada começou em 9 de setembro na casa do campeão New Orleans Saints e terminou em 2 de janeiro de 2011. O Super Bowl XLV, a grande final da liga, foi disputado no Cowboys Stadium em Arlington, Texas, em 6 de fevereiro de 2011 e terminou por com a vitória do Green Bay Packers.

## Questões trabalhistas
Os donos da NFL votaram em 2008 pelo fim do acordo com a National Football League Players Association (NFLPA - Associação de Jogadores da NFL) para o fim da temporada de 2010. Como um novo acordo com a NFLPA não foi assinado, 2010 não teve teto salarial (salary cap). Além disso, a temporada sem teto salarial não terá restrições na free agency para os jogadores com ao menos seis anos de experiência. Os últimos oito times vivos nos playoffs da temporada de 2009–10 (Arizona, Dallas, Minnesota e New Orleans na NFC; e Baltimore, Indianapolis, New York Jets e San Diego na AFC) também poderiam assinar com os free agents sem restrições.
Além disso, Jerry Jones, dono do Dallas Cowboys, a franquia mais rica da NFL, deu a entender que seria firmemente a favor da eliminação ou redução o chamado "partilhamento de lucros" na temporada sem salary cap. A criação de um salary cap em separado para os rookies (novatos) também está sendo discutido no novo Acordo.
Para a temporada de 2011 esperava-se um lockout se os donos da liga e a Associação de Jogadores não chegassem a um acordo. Mas, em 25 de julho de 2011, chegaram a um consenso e o acordo foi fechado.

## Novos e renovados estádios

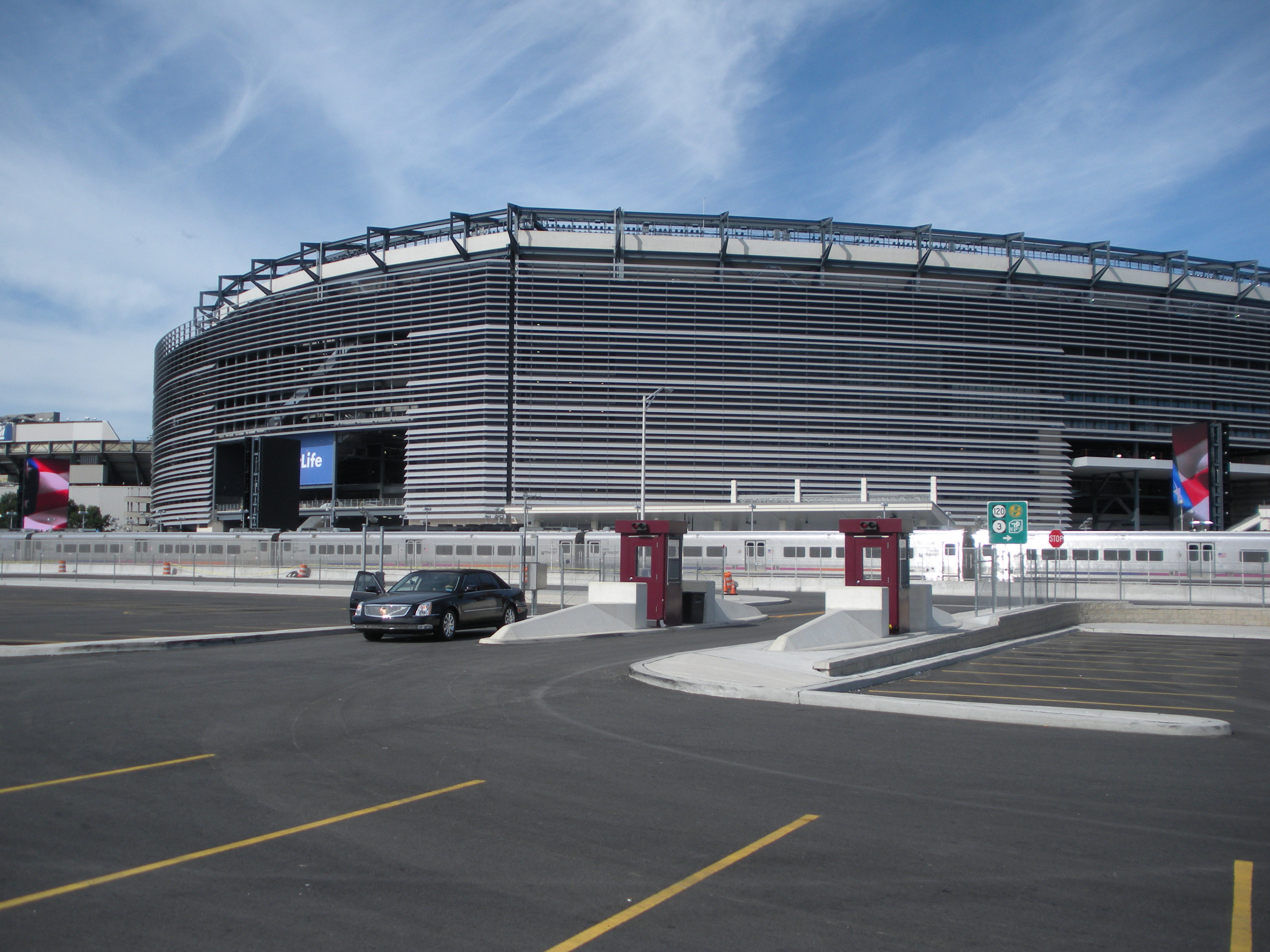
O novo New Meadowlands Stadium.

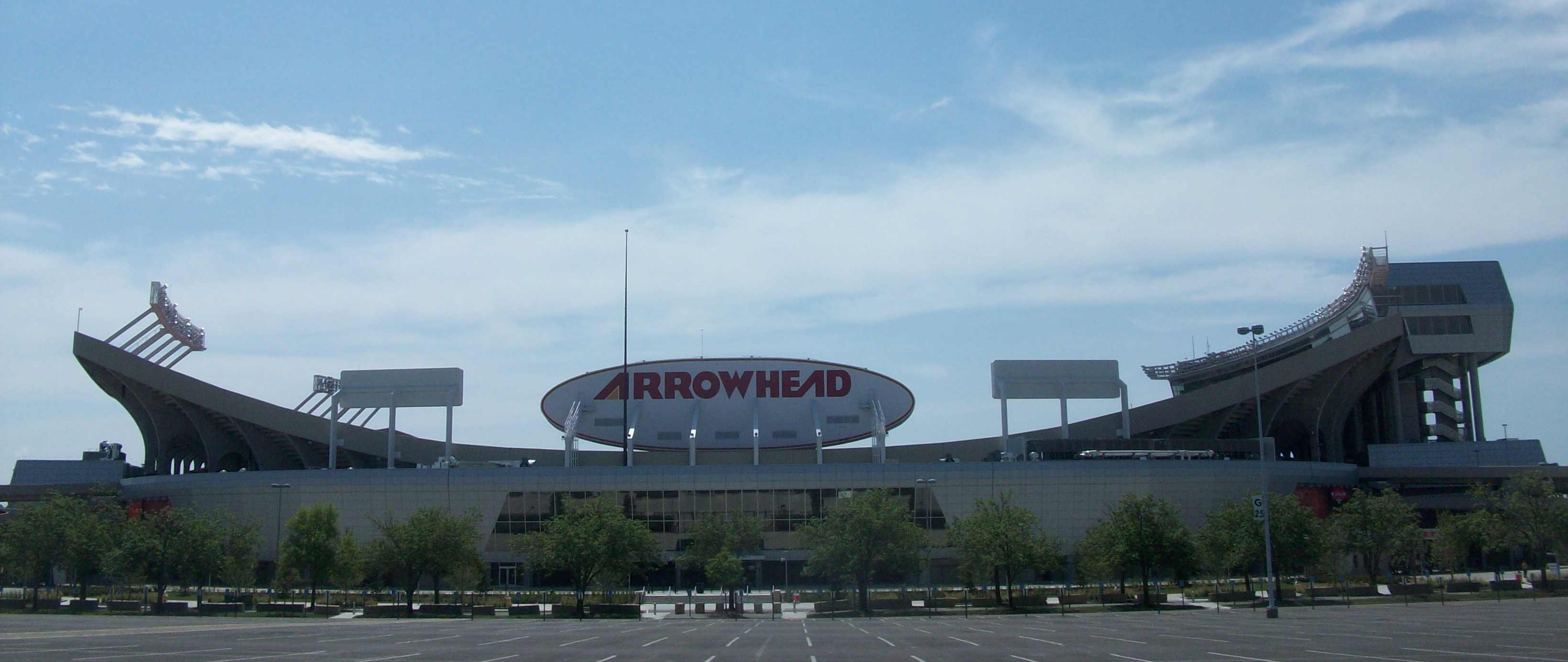
O reformado Arrowhead Stadium.

O Meadowlands Stadium (depois rebatizado MetLife Stadium) foi aberto em 2010, substituindo o velho Giants Stadium como a nova casa do New York Giants e do New York Jets. O novo estádio foi construído a apenas uns poucos metros do antigo no estacionamento do Meadowlands Sports Complex em East Rutherford, Nova Jersey. Diferente do Giants Stadium (no qual o Giants era o único dono até a temporada de 1984), o novo Meadowlands Stadium será dividido meio-a-meio pelos dois times de Nova York. O estádio foi o local do primeiro Monday Night Football da temporada onde os Jets receberam o Baltimore Ravens.
O Arrowhead Stadium, a casa do Kansas City Chiefs desde 1972, passou por uma reforma de dois anos ao custo de US$375 milhões de dólares, que foi completada em julho de 2010. O estádio recebeu o segundo Monday Night Football quando o Chiefs venceu o San Diego Chargers.

## Eventos

### Semana de abertura
O NFL Kickoff Game, o primeiro jogo da temporada, aconteceu numa quinta-feira, 9 de setembro de 2010, com o campeão do Super Bowl XLIV, o New Orleans Saints, recebendo o Minnesota Vikings, numa reedição do NFC Championship Game de 2009. Os Saints venceram por 14 a 9. Em anos anteriores, os jogos da semana de abertura eram anunciados pela liga em março, mas neste ano o calendário da Semana 1 foi anunciado apenas em 20 de abril.
Em 15 de março de 2010, a NFL anunciou que o New York Giants e o New York Jets fariam o jogo de abertura na mesma semana e ambos no New Meadowlands Stadium. Os Giants jogaram no domingo a tar de contra o Carolina Panthers e os Jets jogaram na segunda-feira à noite Monday Night Football da ESPN contra o Baltimore Ravens. No mesmo dia o San Diego Chargers enfrentou o rival de divisão Kansas City Chiefs.

### Começo ruim: nenhum invicto na Semana 5
Enquanto o Indianapolis Colts e New Orleans Saints começaram a temporada anterior com 13 vitórias em 13 jogos (os Colts começaram o ano com 14 vitórias), em 10 de outubro, o Kansas City Chiefs se tornou o último time invicto a perder, depois de ser superado pelos Colts por 19 a 9. Esta seria a primeira vez na história da NFL que nenhum time começou a temporada com 4 vitórias desde a temporada de 1970, quando o Denver Broncos, o Detroit Lions e o Los Angeles Rams começaram o ano com 3 vitórias mas todos perderam na Semana 4.

### Jogos internacionais
Na temporada de 2010, a NFL marcou mais um jogo para fora do continente norte-americano no Wembley Stadium em Londres, Inglaterra. Os times que jogariam por lá foram definidos em 15 de janeiro de 2010, sendo o confronto entre o San Francisco 49ers e o Denver Broncos marcado para 31 de outubro de 2010. Os 49ers venceram por 24 a 16, marcando 21 pontos no quarto período. A CBS televisionou o jogo. O Kansas City Chiefs e o Seattle Seahawks, tinham expressado interesse em jogar fora do país (com o Seahawks atuando como anfitrião), como um segundo confronto fora dos EUA, mas a NFL não aceitou citando problemas econômicos e trabalhistas.
Na semana seguinte, o Buffalo Bills recebeu o Chicago Bears em Toronto, Canadá, no Rogers Centre em 7 de novembro. Esta foi a terceira temporada seguida em que o Buffalo jogo pelo menos um jogo de temporada regular fora dos Estados Unidos.

### NFL vs. World Series, Jogo 4
No dia do jogo entre o Broncos e o 49ers em Londres, o New Orleans Saints recebeu o Pittsburgh Steelers no Sunday Night Football da NBC. Este jogo foi televisionado ao mesmo tempo em que a Fox transmitia o Jogo 4 da World Series de 2010 do beisebol das Major League, uma prática evitada pela liga. Os Saints venceram aquele jogo por 20 a 10.

### Thanksgiving e Natal
O tradicional Thanksgiving Game aconteceu numa quinta-feira, 25 de novembro de 2010, com o Detroit Lions enfrentando o New England Patriots e se ndo derrotado por 45 a 24. O segundo jogo foi entre o Dallas Cowboys enfrentando o New Orleans Saints. New Orleans ven ceu o jogo por 30 a 27 quando o quarterback Drew Brees lançou um touchdown para o WR Lance Moore com menos de dois minutos restando no relógio. No horário nobre, o New York Jets derrotou, em casa, o Cincinnati Bengals por 26 a 10.
Tanto os Saints quanto os Bengals fizeram sua primeira participação no Thanksgiving Game; no caso do Bengals também marcou a primeira aparição de um time da AFC North num jogo do Dia de Ação de Graças desde 1998, quando o Pittsburgh Steelers, membro da antiga AFC Central, enfrentou o Detroit Lions.
Além disso, o jogo do Christmas Day caiu num sábado em 2010, e a NFL marcou o jogo da data entre o Cowboys e o Arizona Cardinals no University of Phoenix Stadium em Glendale, Arizona em 25 de dezembro. Os Cowboys conseguiram reverter um placar de 21 a 3 com o quarterback Stephen McGee para asssumir a liderança por 26 a 24 no quarto período, mas o kicker David Buehler errou um extra point, permitindo ao Cardinals vencer a partida por 27 a 26 com um field goal decisivo do chutador Jay Feely.

### Semana 17: apenas jogos de divisão
No calendário da Semana 17, disputado em 2 de janeiro de 2011, consistiu de apenas jogos entre adversários de divisão para aumentar a competitividade para que não se repetisse o que aconteceu em anos anteriores quando times já classificados resolveram poupar seus titulares, colocando os reservas em campo diminuindo assim a qualidade e o interesse do jogo.

## Classificação
V = Vitórias, D = Derrotas, E = Empates, PCT = porcentagem de vitórias, PF= Pontos feitos, PS = Pontos sofridos
Classificados para os playoffs estão marcados em verde
| AFC Leste                |    |    |   |      |     |     |
| Time                     | V  | D  | E | PCT  | PF  | PS  |
| (1) New England Patriots | 14 | 2  | 0 | .875 | 518 | 313 |
| (6) New York Jets        | 11 | 5  | 0 | .688 | 367 | 304 |
| Miami Dolphins           | 7  | 9  | 0 | .438 | 273 | 333 |
| Buffalo Bills            | 4  | 12 | 0 | .250 | 283 | 425 |
| AFC Norte                |    |    |   |      |     |     |
| Time                     | V  | D  | E | PCT  | PF  | PS  |
| (2) Pittsburgh Steelers  | 12 | 4  | 0 | .750 | 375 | 232 |
| (5) Baltimore Ravens     | 12 | 4  | 0 | .750 | 357 | 270 |
| Cleveland Browns         | 5  | 11 | 0 | .313 | 271 | 332 |
| Cincinnati Bengals       | 4  | 12 | 0 | .250 | 322 | 395 |
| AFC Sul                  |    |    |   |      |     |     |
| Time                     | V  | D  | E | PCT  | PF  | PS  |
| (3) Indianapolis Colts   | 10 | 6  | 0 | .625 | 412 | 368 |
| Jacksonville Jaguars     | 8  | 8  | 0 | .500 | 336 | 385 |
| Houston Texans           | 6  | 10 | 0 | .375 | 390 | 427 |
| Tennessee Titans         | 6  | 10 | 0 | .375 | 356 | 339 |
| AFC Oeste                |    |    |   |      |     |     |
| Time                     | V  | D  | E | PCT  | PF  | PS  |
| (4) Kansas City Chiefs   | 10 | 6  | 0 | .625 | 366 | 326 |
| San Diego Chargers       | 9  | 7  | 0 | .563 | 441 | 322 |
| Oakland Raiders          | 8  | 8  | 0 | .500 | 410 | 371 |
| Denver Broncos           | 4  | 12 | 0 | .250 | 344 | 471 |

| NFC Leste               |    |    |   |      |     |     |
| Time                    | V  | D  | E | PCT  | PF  | PS  |
| (3) Philadelphia Eagles | 10 | 6  | 0 | .625 | 439 | 377 |
| New York Giants         | 10 | 6  | 0 | .625 | 394 | 347 |
| Dallas Cowboys          | 6  | 10 | 0 | .375 | 394 | 436 |
| Washington Redskins     | 6  | 10 | 0 | .375 | 302 | 377 |
| NFC Norte               |    |    |   |      |     |     |
| Time                    | V  | D  | E | PCT  | PF  | PS  |
| (2) Chicago Bears       | 11 | 5  | 0 | .688 | 334 | 286 |
| (6) Green Bay Packers   | 10 | 6  | 0 | .625 | 388 | 240 |
| Detroit Lions           | 6  | 10 | 0 | .375 | 362 | 369 |
| Minnesota Vikings       | 6  | 10 | 0 | .375 | 281 | 348 |
| NFC Sul                 |    |    |   |      |     |     |
| Time                    | V  | D  | E | PCT  | PF  | PS  |
| (1) Atlanta Falcons     | 13 | 3  | 0 | .813 | 414 | 288 |
| (5) New Orleans Saints  | 11 | 5  | 0 | .688 | 384 | 307 |
| Tampa Bay Buccaneers    | 10 | 6  | 0 | .625 | 341 | 318 |
| Carolina Panthers       | 2  | 14 | 0 | .125 | 196 | 408 |
| NFC Oeste               |    |    |   |      |     |     |
| Time                    | V  | D  | E | PCT  | PF  | PS  |
| (4) Seattle Seahawks    | 7  | 9  | 0 | .438 | 310 | 407 |
| St. Louis Rams          | 7  | 9  | 0 | .438 | 289 | 328 |
| San Francisco 49ers     | 6  | 10 | 0 | .375 | 305 | 346 |
| Arizona Cardinals       | 5  | 11 | 0 | .313 | 289 | 434 |

Desempates
- Pittsburgh venceu a AFC Norte title ao invés de Baltimore baseado numa melhor campanha dentro da divisão (5-1 contra 4-2 de Baltimore).
- Houston terminou à frente de Tennessee na AFC Sul baseado numa melhor campanha dentro da divisão (3-3 contra 2-4 do Tennessee).
- Philadelphia venceu a NFC Leste por ter vencido todos os confrontos contra o New York Giants (confronto direto).
- Dallas terminou à frente de Washington na NFC Leste baseado numa melhor campanha dentro da divisão (3-3 contra 2-4 de Washington).
- Detroit terminou à frente de Minnesota na NFC Norte baseado numa melhor campanha dentro da divisão (2-4 contra 1-5 de Minnesota).
- Seattle venceu a NFC Oeste ao invés de St. Louis baseado numa melhor campanha dentro da divisão (4-2 contra 3-3 do St. Louis).
- Indianapolis ficou em terceiro na AFC ao invés de Kansas City por ter levado a melhor no confronto direto.
- Green Bay  terminou em sexto lugar na NFC por ter um melhor percentual na vitória que Tampa Bay (.486 contra .368), enquanto o N.Y. Giants foi eliminado dos playoff por causa da derrota sofrida para Green Bay no confronto direto.

## Jogos da temporada regular
| Semana 1               |        |                      |        |                                |
| Time visitante         | Pontos | Time da casa         | Pontos | Local do jogo                  |
| 9 de setembro de 2010  |        |                      |        |                                |
| Minnesota Vikings      | 9      | New Orleans Saints   | 14     | Superdome                      |
| 12 de setembro de 2010 |        |                      |        |                                |
| Cleveland Browns       | 14     | Tampa Bay Buccaneers | 17     | Raymond James Stadium          |
| Miami Dolphins         | 15     | Buffalo Bills        | 10     | Ralph Wilson Stadium           |
| Cincinnati Bengals     | 24     | New England Patriots | 38     | Gillette Stadium               |
| Carolina Panthers      | 18     | New York Giants      | 31     | Giants Stadium                 |
| Detroit Lions          | 14     | Chicago Bears        | 19     | Soldier Field                  |
| Atlanta Falcons        | 9      | Pittsburgh Steelers  | 15     | Heinz Field                    |
| Oakland Raiders        | 13     | Tennessee Titans     | 38     | LP Field                       |
| Denver Broncos         | 17     | Jacksonville Jaguars | 24     | Jacksonville Municipal Stadium |
| Indianapolis Colts     | 24     | Houston Texans       | 34     | Reliant Stadium                |
| Arizona Cardinals      | 17     | St. Louis Rams       | 13     | Edward Jones Dome              |
| Green Bay Packers      | 27     | Philadelphia Eagles  | 20     | Lincoln Financial Field        |
| San Francisco 49ers    | 6      | Seattle Seahawks     | 31     | Qwest Field                    |
| Dallas Cowboys         | 7      | Washington Redskins  | 13     | FedEx Field                    |
| 13 de setembro de 2010 |        |                      |        |                                |
| Baltimore Ravens       | 10     | New York Jets        | 9      | Meadowlands Stadium            |
| San Diego Chargers     | 14     | Kansas City Chiefs   | 21     | Arrowhead Stadium              |

| Semana 2               |        |                     |        |                            |
| Time visitante         | Pontos | Time da casa        | Pontos | Local do jogo              |
| 19 de setembro de 2010 |        |                     |        |                            |
| Buffalo Bills          | 7      | Green Bay Packers   | 34     | Lambeau Field              |
| Baltimore Ravens       | 10     | Cincinnati Bengals  | 15     | Paul Brown Stadium         |
| Tampa Bay Buccaneers   | 7      | Carolina Panthers   | 20     | Bank of America Stadium    |
| Kansas City Chiefs     | 16     | Cleveland Browns    | 14     | Cleveland Browns Stadium   |
| Pittsburgh Steelers    | 19     | Tennessee Titans    | 11     | LP Field                   |
| Chicago Bears          | 27     | Dallas Cowboys      | 20     | Cowboys Stadium            |
| Arizona Cardinals      | 7      | Atlanta Falcons     | 41     | Georgia Dome               |
| Philadelphia Eagles    | 35     | Detroit Lions       | 32     | Ford Field                 |
| Miami Dolphins         | 14     | Minnesota Vikings   | 10     | Mall of America Field      |
| Seattle Seahawks       | 14     | Denver Broncos      | 31     | Invesco Field at Mile High |
| St. Louis Rams         | 14     | Oakland Raiders     | 16     | Oakland Coliseum           |
| Houston Texans         | 30     | Washington Redskins | 27     | FedEx Field                |
| New England Patriots   | 14     | New York Jets       | 28     | New Meadowlands Stadium    |
| Jacksonville Jaguars   | 13     | San Diego Chargers  | 38     | Qualcomm Stadium           |
| New York Giants        | 14     | Indianapolis Colts  | 38     | Lucas Oil Stadium          |
| 20 de setembro de 2010 |        |                     |        |                            |
| New Orleans Saints     | 25     | San Francisco 49ers | 22     | Candlestick Park           |

| Semana 3               |        |                      |        |                                |
| Time visitante         | Pontos | Time da casa         | Pontos | Local do jogo                  |
| 26 de setembro de 2010 |        |                      |        |                                |
| Tennessee Titans       | 29     | New York Giants      | 10     | Giants Stadium                 |
| San Francisco 49ers    | 10     | Kansas City Chiefs   | 31     | Arrowhead Stadium              |
| Dallas Cowboys         | 27     | Houston Texans       | 13     | Reliant Stadium                |
| Buffalo Bills          | 30     | New England Patriots | 38     | Gillette Stadium               |
| Cleveland Browns       | 17     | Baltimore Ravens     | 24     | M&T Bank Stadium               |
| Detroit Lions          | 10     | Minnesota Vikings    | 24     | Mall of America Field          |
| Atlanta Falcons        | 27     | New Orleans Saints   | 24     | Superdome                      |
| Pittsburgh Steelers    | 38     | Tampa Bay Buccaneers | 13     | Raymond James Stadium          |
| Cincinnati Bengals     | 20     | Carolina Panthers    | 7      | Bank of America Stadium        |
| Washington Redskins    | 16     | St. Louis Rams       | 30     | Edward Jones Dome              |
| Philadelphia Eagles    | 28     | Jacksonville Jaguars | 3      | Jacksonville Municipal Stadium |
| Indianapolis Colts     | 27     | Denver Broncos       | 13     | Invesco Field at Mile High     |
| Oakland Raiders        | 23     | Arizona Cardinals    | 24     | University of Phoenix Stadium  |
| San Diego Chargers     | 20     | Seattle Seahawks     | 27     | Qwest Field                    |
| New York Jets          | 31     | Miami Dolphins       | 23     | Sun Life Stadium               |
| 27 de setembro de 2010 |        |                      |        |                                |
| Green Bay Packers      | 17     | Chicago Bears        | 20     | Soldier Field                  |

| Semana 4                                          |        |                      |        |                                |
| Time visitante                                    | Pontos | Time da casa         | Pontos | Local do jogo                  |
| 3 de outubro de 2010                              |        |                      |        |                                |
| New York Jets                                     | 38     | Buffalo Bills        | 14     | Ralph Wilson Stadium           |
| Denver Broncos                                    | 26     | Tennessee Titans     | 20     | LP Field                       |
| Detroit Lions                                     | 26     | Green Bay Packers    | 28     | Lambeau Field                  |
| San Francisco 49ers                               | 14     | Atlanta Falcons      | 16     | Georgia Dome                   |
| Seattle Seahawks                                  | 3      | St. Louis Rams       | 20     | Edward Jones Dome              |
| Carolina Panthers                                 | 14     | New Orleans Saints   | 16     | Superdome                      |
| Baltimore Ravens                                  | 17     | Pittsburgh Steelers  | 14     | Heinz Field                    |
| Cincinnati Bengals                                | 20     | Cleveland Browns     | 23     | Cleveland Browns Stadium       |
| Indianapolis Colts                                | 28     | Jacksonville Jaguars | 31     | Jacksonville Municipal Stadium |
| Houston Texans                                    | 31     | Oakland Raiders      | 24     | Oakland Coliseum               |
| Washington Redskins                               | 17     | Philadelphia Eagles  | 12     | Lincoln Financial Field        |
| Arizona Cardinals                                 | 10     | San Diego Chargers   | 41     | Qualcomm Stadium               |
| Chicago Bears                                     | 3      | New York Giants      | 17     | Giants Stadium                 |
| 4 de outubro de 2010                              |        |                      |        |                                |
| New England Patriots                              | 41     | Miami Dolphins       | 14     | Sun Life Stadium               |
| Não jogaram: Cowboys, Chiefs, Vikings, Buccaneers |        |                      |        |                                |

| Semana 5                                            |        |                     |        |                               |
| Time visitante                                      | Pontos | Time da casa        | Pontos | Local do jogo                 |
| 10 de outubro de 2010                               |        |                     |        |                               |
| Jacksonville Jaguars                                | 36     | Buffalo Bills       | 26     | Ralph Wilson Stadium          |
| Atlanta Falcons                                     | 20     | Cleveland Browns    | 10     | Cleveland Browns Stadium      |
| New York Giants                                     | 34     | Houston Texans      | 10     | Reliant Stadium               |
| Tampa Bay Buccaneers                                | 24     | Cincinnati Bengals  | 21     | Paul Brown Stadium            |
| Kansas City Chiefs                                  | 12     | Indianapolis Colts  | 19     | Lucas Oil Stadium             |
| Green Bay Packers                                   | 13     | Washington Redskins | 16     | FedEx Field                   |
| Chicago Bears                                       | 23     | Carolina Panthers   | 6      | Bank of America Stadium       |
| St. Louis Rams                                      | 6      | Detroit Lions       | 44     | Ford Field                    |
| Denver Broncos                                      | 17     | Baltimore Ravens    | 31     | M&T Bank Stadium              |
| New Orleans Saints                                  | 20     | Arizona Cardinals   | 30     | University of Phoenix Stadium |
| Tennessee Titans                                    | 34     | Dallas Cowboys      | 27     | Cowboys Stadium               |
| San Diego Chargers                                  | 27     | Oakland Raiders     | 35     | Oakland Coliseum              |
| Philadelphia Eagles                                 | 27     | San Francisco 49ers | 24     | Candlestick Park              |
| 11 de outubro de 2010                               |        |                     |        |                               |
| Minnesota Vikings                                   | 20     | New York Jets       | 29     | New Meadowlands Stadium       |
| Não jogaram: Dolphins, Patriots, Steelers, Seahawks |        |                     |        |                               |

| Semana 6                                         |        |                      |        |                                |
| Time visitante                                   | Pontos | Time da casa         | Pontos | Local do jogo                  |
| 17 de outubro de 2010                            |        |                      |        |                                |
| Miami Dolphins                                   | 23     | Green Bay Packers    | 20     | Lambeau Field                  |
| Detroit Lions                                    | 20     | New York Giants      | 28     | Giants Stadium                 |
| Seattle Seahawks                                 | 23     | Chicago Bears        | 20     | Soldier Field                  |
| New Orleans Saints                               | 31     | Tampa Bay Buccaneers | 6      | Raymond James Stadium          |
| Atlanta Falcons                                  | 17     | Philadelphia Eagles  | 31     | Lincoln Financial Field        |
| Kansas City Chiefs                               | 31     | Houston Texans       | 35     | Reliant Stadium                |
| San Diego Chargers                               | 17     | St. Louis Rams       | 20     | Edward Jones Dome              |
| Cleveland Browns                                 | 10     | Pittsburgh Steelers  | 28     | Heinz Field                    |
| Baltimore Ravens                                 | 20     | New England Patriots | 23     | Gillette Stadium               |
| New York Jets                                    | 24     | Denver Broncos       | 20     | Invesco Field at Mile High     |
| Oakland Raiders                                  | 9      | San Francisco 49ers  | 17     | Candlestick Park               |
| Dallas Cowboys                                   | 21     | Minnesota Vikings    | 24     | Mall of America Field          |
| Indianapolis Colts                               | 27     | Washington Redskins  | 24     | FedEx Field                    |
| 18 de outubro de 2010                            |        |                      |        |                                |
| Tennessee Titans                                 | 30     | Jacksonville Jaguars | 3      | Jacksonville Municipal Stadium |
| Não jogaram: Cardinals, Bills, Panthers, Bengals |        |                      |        |                                |

| Semana 7                                |        |                      |        |                            |
| Time visitante                          | Pontos | Time da casa         | Pontos | Local do jogo              |
| 24 de outubro de 2010                   |        |                      |        |                            |
| Cincinnati Bengals                      | 32     | Atlanta Falcons      | 39     | Georgia Dome               |
| Jacksonville Jaguars                    | 20     | Kansas City Chiefs   | 42     | Arrowhead Stadium          |
| Washington Redskins                     | 17     | Chicago Bears        | 14     | Soldier Field              |
| St. Louis Rams                          | 17     | Tampa Bay Buccaneers | 18     | Raymond James Stadium      |
| Philadelphia Eagles                     | 19     | Tennessee Titans     | 37     | LP Field                   |
| San Francisco 49ers                     | 20     | Carolina Panthers    | 23     | Bank of America Stadium    |
| Cleveland Browns                        | 30     | New Orleans Saints   | 17     | Superdome                  |
| Pittsburgh Steelers                     | 23     | Miami Dolphins       | 22     | Sun Life Stadium           |
| Buffalo Bills                           | 34     | Baltimore Ravens     | 37     | M&T Bank Stadium           |
| Arizona Cardinals                       | 10     | Seattle Seahawks     | 22     | Qwest Field                |
| New England Patriots                    | 23     | San Diego Chargers   | 20     | Qualcomm Stadium           |
| Oakland Raiders                         | 59     | Denver Broncos       | 14     | Invesco Field at Mile High |
| Minnesota Vikings                       | 24     | Green Bay Packers    | 28     | Lambeau Field              |
| 25 de outubro de 2010                   |        |                      |        |                            |
| New York Giants                         | 41     | Dallas Cowboys       | 35     | Cowboys Stadium            |
| Não jogaram: Lions, Texans, Colts, Jets |        |                      |        |                            |

| Semana 8                                                    |        |                      |        |                               |
| Time visitante                                              | Pontos | Time da casa         | Pontos | Local do jogo                 |
| 31 de outubro de 2010                                       |        |                      |        |                               |
| Denver Broncos                                              | 16     | San Francisco 49ers  | 24     | Wembley Stadium               |
| Buffalo Bills                                               | 10     | Kansas City Chiefs   | 13     | Arrowhead Stadium             |
| Washington Redskins                                         | 25     | Detroit Lions        | 37     | Ford Field                    |
| Carolina Panthers                                           | 10     | St. Louis Rams       | 20     | Edward Jones Dome             |
| Green Bay Packers                                           | 9      | New York Jets        | 0      | New Meadowlands Stadium       |
| Miami Dolphins                                              | 22     | Cincinnati Bengals   | 14     | Paul Brown Stadium            |
| Jacksonville Jaguars                                        | 35     | Dallas Cowboys       | 17     | Cowboys Stadium               |
| Tennessee Titans                                            | 25     | San Diego Chargers   | 33     | Qualcomm Stadium              |
| Minnesota Vikings                                           | 18     | New England Patriots | 28     | Gillette Stadium              |
| Seattle Seahawks                                            | 3      | Oakland Raiders      | 33     | Oakland Coliseum              |
| Tampa Bay Buccaneers                                        | 38     | Arizona Cardinals    | 35     | University of Phoenix Stadium |
| Pittsburgh Steelers                                         | 10     | New Orleans Saints   | 20     | Superdome                     |
| 1 de novembro de 2010                                       |        |                      |        |                               |
| Houston Texans                                              | 17     | Indianapolis Colts   | 30     | Lucas Oil Stadium             |
| Não jogaram: Falcons, Ravens, Bears, Browns, Giants, Eagles |        |                      |        |                               |

| Semana 9                                                     |        |                     |        |                          |
| Time visitante                                               | Pontos | Time da casa        | Pontos | Local do jogo            |
| 7 de novembro de 2010                                        |        |                     |        |                          |
| New York Jets                                                | 23     | Detroit Lions       | 20     | Ford Field               |
| Tampa Bay Buccaneers                                         | 21     | Atlanta Falcons     | 27     | Georgia Dome             |
| New Orleans Saints                                           | 34     | Carolina Panthers   | 3      | Bank of America Stadium  |
| Arizona Cardinals                                            | 24     | Minnesota Vikings   | 27     | Mall of America Field    |
| New England Patriots                                         | 14     | Cleveland Browns    | 34     | Cleveland Browns Stadium |
| San Diego Chargers                                           | 29     | Houston Texans      | 23     | Reliant Stadium          |
| Chicago Bears                                                | 22     | Buffalo Bills       | 19     | Rogers Centre            |
| Miami Dolphins                                               | 10     | Baltimore Ravens    | 26     | M&T Bank Stadium         |
| New York Giants                                              | 41     | Seattle Seahawks    | 7      | Qwest Field              |
| Indianapolis Colts                                           | 24     | Philadelphia Eagles | 26     | Lincoln Financial Field  |
| Kansas City Chiefs                                           | 20     | Oakland Raiders     | 23     | Oakland Coliseum         |
| Dallas Cowboys                                               | 7      | Green Bay Packers   | 45     | Lambeau Field            |
| 8 de novembro de 2010                                        |        |                     |        |                          |
| Pittsburgh Steelers                                          | 27     | Cincinnati Bengals  | 21     | Paul Brown Stadium       |
| Não jogaram: Broncos, Jaguars, 49ers, Rams, Titans, Redskins |        |                     |        |                          |

| Semana 10                                       |        |                      |        |                                |
| Time visitante                                  | Pontos | Time da casa         | Pontos | Local do jogo                  |
| 11 de novembro de 2010                          |        |                      |        |                                |
| Baltimore Ravens                                | 21     | Atlanta Falcons      | 26     | Georgia Dome                   |
| 14 de novembro de 2010                          |        |                      |        |                                |
| Tennessee Titans                                | 17     | Miami Dolphins       | 29     | Sun Life Stadium               |
| Minnesota Vikings                               | 13     | Chicago Bears        | 27     | Soldier Field                  |
| Detroit Lions                                   | 12     | Buffalo Bills        | 14     | Ralph Wilson Stadium           |
| Carolina Panthers                               | 16     | Tampa Bay Buccaneers | 31     | Raymond James Stadium          |
| Houston Texans                                  | 24     | Jacksonville Jaguars | 31     | Jacksonville Municipal Stadium |
| New York Jets                                   | 26     | Cleveland Browns     | 20     | Cleveland Browns Stadium       |
| Cincinnati Bengals                              | 16     | Indianapolis Colts   | 23     | Lucas Oil Stadium              |
| Kansas City Chiefs                              | 29     | Denver Broncos       | 49     | Invesco Field at Mile High     |
| Dallas Cowboys                                  | 33     | New York Giants      | 20     | Giants Stadium                 |
| Seattle Seahawks                                | 36     | Arizona Cardinals    | 18     | University of Phoenix Stadium  |
| St. Louis Rams                                  | 20     | San Francisco 49ers  | 23     | Candlestick Park               |
| New England Patriots                            | 39     | Pittsburgh Steelers  | 26     | Heinz Field                    |
| 15 de novembro de 2010                          |        |                      |        |                                |
| Philadelphia Eagles                             | 59     | Washington Redskins  | 28     | FedEx Field                    |
| Não jogaram: Packers, Saints, Raiders, Chargers |        |                      |        |                                |

| Semana 11              |        |                      |        |                                |
| Time visitante         | Pontos | Time da casa         | Pontos | Local do jogo                  |
| 18 de novembro de 2010 |        |                      |        |                                |
| Chicago Bears          | 16     | Miami Dolphins       | 0      | Sun Life Stadium               |
| 21 de novembro de 2010 |        |                      |        |                                |
| Baltimore Ravens       | 37     | Carolina Panthers    | 13     | Bank of America Stadium        |
| Oakland Raiders        | 3      | Pittsburgh Steelers  | 35     | Heinz Field                    |
| Cleveland Browns       | 20     | Jacksonville Jaguars | 24     | Jacksonville Municipal Stadium |
| Green Bay Packers      | 31     | Minnesota Vikings    | 3      | Mall of America Field          |
| Washington Redskins    | 19     | Tennessee Titans     | 6      | LP Field                       |
| Arizona Cardinals      | 13     | Kansas City Chiefs   | 31     | Arrowhead Stadium              |
| Detroit Lions          | 19     | Dallas Cowboys       | 35     | Cowboys Stadium                |
| Houston Texans         | 27     | New York Jets        | 30     | New Meadowlands Stadium        |
| Buffalo Bills          | 49     | Cincinnati Bengals   | 31     | Paul Brown Stadium             |
| Seattle Seahawks       | 19     | New Orleans Saints   | 34     | Superdome                      |
| Atlanta Falcons        | 34     | St. Louis Rams       | 17     | Edward Jones Dome              |
| Tampa Bay Buccaneers   | 21     | San Francisco 49ers  | 0      | Candlestick Park               |
| Indianapolis Colts     | 28     | New England Patriots | 31     | Gillette Stadium               |
| New York Giants        | 17     | Philadelphia Eagles  | 27     | Lincoln Financial Field        |
| 22 de novembro de 2010 |        |                      |        |                                |
| Denver Broncos         | 14     | San Diego Chargers   | 35     | Qualcomm Stadium               |

| Semana 12              |        |                     |        |                               |
| Time visitante         | Pontos | Time da casa        | Pontos | Local do jogo                 |
| 25 de novembro de 2010 |        |                     |        |                               |
| New England Patriots   | 45     | Detroit Lions       | 24     | Ford Field                    |
| New Orleans Saints     | 30     | Dallas Cowboys      | 27     | Cowboys Stadium               |
| Cincinnati Bengals     | 10     | New York Jets       | 26     | New Meadowlands Stadium       |
| 28 de novembro de 2010 |        |                     |        |                               |
| Jacksonville Jaguars   | 20     | New York Giants     | 24     | Giants Stadium                |
| Philadelphia Eagles    | 26     | Chicago Bears       | 31     | Soldier Field                 |
| Tampa Bay Buccaneers   | 10     | Baltimore Ravens    | 17     | M&T Bank Stadium              |
| Carolina Panthers      | 23     | Cleveland Browns    | 24     | Cleveland Browns Stadium      |
| Green Bay Packers      | 17     | Atlanta Falcons     | 20     | Georgia Dome                  |
| Minnesota Vikings      | 17     | Washington Redskins | 13     | FedEx Field                   |
| Pittsburgh Steelers    | 19     | Buffalo Bills       | 16     | Ralph Wilson Stadium          |
| Tennessee Titans       | 0      | Houston Texans      | 20     | Reliant Stadium               |
| Kansas City Chiefs     | 42     | Seattle Seahawks    | 24     | Qwest Field                   |
| Miami Dolphins         | 33     | Oakland Raiders     | 17     | Oakland Coliseum              |
| St. Louis Rams         | 36     | Denver Broncos      | 33     | Invesco Field at Mile High    |
| San Diego Chargers     | 36     | Indianapolis Colts  | 14     | Lucas Oil Stadium             |
| 29 de novembro de 2010 |        |                     |        |                               |
| San Francisco 49ers    | 27     | Arizona Cardinals   | 6      | University of Phoenix Stadium |

| Semana 13             |        |                      |        |                               |
| Time visitante        | Pontos | Time da casa         | Pontos | Local do jogo                 |
| 2 de dezembro de 2010 |        |                      |        |                               |
| Houston Texans        | 24     | Philadelphia Eagles  | 34     | Lincoln Financial Field       |
| 5 de dezembro de 2010 |        |                      |        |                               |
| Buffalo Bills         | 14     | Minnesota Vikings    | 38     | Mall of America Field         |
| Denver Broncos        | 6      | Kansas City Chiefs   | 10     | Arrowhead Stadium             |
| Washington Redskins   | 7      | New York Giants      | 31     | Giants Stadium                |
| San Francisco 49ers   | 16     | Green Bay Packers    | 34     | Lambeau Field                 |
| New Orleans Saints    | 34     | Cincinnati Bengals   | 30     | Paul Brown Stadium            |
| Atlanta Falcons       | 28     | Tampa Bay Buccaneers | 24     | Raymond James Stadium         |
| Chicago Bears         | 24     | Detroit Lions        | 20     | Ford Field                    |
| Cleveland Browns      | 13     | Miami Dolphins       | 10     | Sun Life Stadium              |
| Jacksonville Jaguars  | 17     | Tennessee Titans     | 6      | LP Field                      |
| Oakland Raiders       | 28     | San Diego Chargers   | 13     | Qualcomm Stadium              |
| Dallas Cowboys        | 38     | Indianapolis Colts   | 35     | Lucas Oil Stadium             |
| St. Louis Rams        | 19     | Arizona Cardinals    | 6      | University of Phoenix Stadium |
| Carolina Panthers     | 14     | Seattle Seahawks     | 31     | Qwest Field                   |
| Pittsburgh Steelers   | 13     | Baltimore Ravens     | 10     | M&T Bank Stadium              |
| 6 de dezembro de 2010 |        |                      |        |                               |
| New York Jets         | 3      | New England Patriots | 45     | Gillette Stadium              |

| Semana 14 |        |                      |        |                                |
| Time visitante | Pontos | Time da casa         | Pontos | Local do jogo                  |
| 9 de dezembro de 2010 |        |                      |        |                                |
| Indianapolis Colts | 30     | Tennessee Titans     | 28     | LP Field                       |
| 12 de dezembro de 2010 |        |                      |        |                                |
| New England Patriots | 36     | Chicago Bears        | 7      | Soldier Field                  |
| Oakland Raiders | 31     | Jacksonville Jaguars | 38     | Jacksonville Municipal Stadium |
| Tampa Bay Buccaneers | 17     | Washington Redskins  | 16     | FedEx Field                    |
| Atlanta Falcons | 31     | Carolina Panthers    | 10     | Bank of America Stadium        |
| Green Bay Packers | 3      | Detroit Lions        | 7      | Ford Field                     |
| Cleveland Browns | 6      | Buffalo Bills        | 13     | Ralph Wilson Stadium           |
| Cincinnati Bengals | 7      | Pittsburgh Steelers  | 23     | Heinz Field                    |
| St. Louis Rams | 13     | New Orleans Saints   | 31     | Superdome                      |
| Seattle Seahawks | 21     | San Francisco 49ers  | 40     | Candlestick Park               |
| Miami Dolphins | 10     | New York Jets        | 6      | New Meadowlands Stadium        |
| Denver Broncos | 13     | Arizona Cardinals    | 43     | University of Phoenix Stadium  |
| Kansas City Chiefs | 0      | San Diego Chargers   | 31     | Qualcomm Stadium               |
| Philadelphia Eagles | 30     | Dallas Cowboys       | 27     | Cowboys Stadium                |
| 13 de dezembro de 2010 |        |                      |        |                                |
| New York Giants | 21     | Minnesota Vikings    | 3      | Ford Field*                    |
| Baltimore Ravens | 34     | Houston Texans       | 28     | Reliant Stadium                |
| Nota(*): O jogo Giants-Vikings foi adiado para segunda-feira à noite e foi transferido para Detroit depois que o teto do Metrodome caiu devido ao acumulo de neve. |        |                      |        |                                |

| Semana 15              |        |                      |        |                         |
| Time visitante         | Pontos | Time da casa         | Pontos | Local do jogo           |
| 16 de dezembro de 2010 |        |                      |        |                         |
| San Francisco 49ers    | 7      | San Diego Chargers   | 34     | Qualcomm Stadium        |
| 19 de dezembro de 2010 |        |                      |        |                         |
| Kansas City Chiefs     | 27     | St. Louis Rams       | 13     | Edward Jones Dome       |
| Jacksonville Jaguars   | 24     | Indianapolis Colts   | 34     | Lucas Oil Stadium       |
| Houston Texans         | 17     | Tennessee Titans     | 31     | LP Field                |
| Philadelphia Eagles    | 38     | New York Giants      | 31     | Giants Stadium          |
| Detroit Lions          | 23     | Tampa Bay Buccaneers | 20     | Raymond James Stadium   |
| New Orleans Saints     | 24     | Baltimore Ravens     | 30     | M&T Bank Stadium        |
| Arizona Cardinals      | 12     | Carolina Panthers    | 19     | Bank of America Stadium |
| Washington Redskins    | 30     | Dallas Cowboys       | 33     | Cowboys Stadium         |
| Buffalo Bills          | 17     | Miami Dolphins       | 14     | Sun Life Stadium        |
| Cleveland Browns       | 17     | Cincinnati Bengals   | 19     | Paul Brown Stadium      |
| Atlanta Falcons        | 34     | Seattle Seahawks     | 18     | Qwest Field             |
| New York Jets          | 22     | Pittsburgh Steelers  | 17     | Heinz Field             |
| Denver Broncos         | 23     | Oakland Raiders      | 39     | Oakland Coliseum        |
| Green Bay Packers      | 27     | New England Patriots | 31     | Gillette Stadium        |
| 20 de dezembro de 2010 |        |                      |        |                         |
| Chicago Bears          | 40     | Minnesota Vikings    | 14     | TCF Bank Stadium        |

| Semana 16 |        |                      |        |                                |
| Time visitante | Pontos | Time da casa         | Pontos | Local do jogo                  |
| 23 de dezembro de 2010 |        |                      |        |                                |
| Carolina Panthers | 3      | Pittsburgh Steelers  | 27     | Heinz Field                    |
| 25 de dezembro de 2010 |        |                      |        |                                |
| Dallas Cowboys | 26     | Arizona Cardinals    | 27     | University of Phoenix Stadium  |
| 26 de dezembro de 2010 |        |                      |        |                                |
| Seattle Seahawks | 15     | Tampa Bay Buccaneers | 38     | Raymond James Stadium          |
| Tennessee Titans | 14     | Kansas City Chiefs   | 34     | Arrowhead Stadium              |
| Baltimore Ravens | 20     | Cleveland Browns     | 10     | Cleveland Browns Stadium       |
| New England Patriots | 34     | Buffalo Bills        | 3      | Ralph Wilson Stadium           |
| New York Jets | 34     | Chicago Bears        | 38     | Soldier Field                  |
| San Francisco 49ers | 17     | St. Louis Rams       | 25     | Edward Jones Dome              |
| Detroit Lions | 34     | Miami Dolphins       | 27     | Sun Life Stadium               |
| Washington Redskins | 20     | Jacksonville Jaguars | 17     | Jacksonville Municipal Stadium |
| Houston Texans | 23     | Denver Broncos       | 24     | Invesco Field at Mile High     |
| Indianapolis Colts | 31     | Oakland Raiders      | 26     | Oakland Coliseum               |
| New York Giants | 17     | Green Bay Packers    | 45     | Lambeau Field                  |
| San Diego Chargers | 20     | Cincinnati Bengals   | 34     | Paul Brown Stadium             |
| 27 de dezembro de 2010 |        |                      |        |                                |
| New Orleans Saints | 17     | Atlanta Falcons      | 14     | Georgia Dome                   |
| 28 de dezembro de 2010 |        |                      |        |                                |
| Minnesota Vikings | 24     | Philadelphia Eagles  | 14     | Lincoln Financial Field*       |
| Nota(*): O jogo entre Vikings e Eagles, que seria disputado no SNF, foi adiado por causa da neve que caia na cidade de Filadélfia, que forçou a prefeitura local a decretar estado de emergência e a NFL a adiar o jogo. |        |                      |        |                                |

| Semana 17            |        |                      |        |                            |
| Time visitante       | Pontos | Time da casa         | Pontos | Local do jogo              |
| 2 de janeiro de 2011 |        |                      |        |                            |
| Miami Dolphins       | 7      | New England Patriots | 38     | Gillette Stadium           |
| Buffalo Bills        | 7      | New York Jets        | 38     | New Meadowlands Stadium    |
| Cincinnati Bengals   | 7      | Baltimore Ravens     | 13     | M&T Bank Stadium           |
| Pittsburgh Steelers  | 41     | Cleveland Browns     | 9      | Cleveland Browns Stadium   |
| Jacksonville Jaguars | 34     | Houston Texans       | 17     | Reliant Stadium            |
| Tennessee Titans     | 20     | Indianapolis Colts   | 23     | Lucas Oil Stadium          |
| Oakland Raiders      | 31     | Kansas City Chiefs   | 10     | Arrowhead Stadium          |
| Dallas Cowboys       | 14     | Philadelphia Eagles  | 13     | Lincoln Financial Field    |
| New York Giants      | 17     | Washington Redskins  | 14     | FedEx Field                |
| Minnesota Vikings    | 13     | Detroit Lions        | 20     | Ford Field                 |
| Chicago Bears        | 3      | Green Bay Packers    | 10     | Lambeau Field              |
| Carolina Panthers    | 10     | Atlanta Falcons      | 31     | Georgia Dome               |
| Tampa Bay Buccaneers | 23     | New Orleans Saints   | 13     | Superdome                  |
| San Diego Chargers   | 33     | Denver Broncos       | 28     | Invesco Field at Mile High |
| Arizona Cardinals    | 7      | San Francisco 49ers  | 38     | Candlestick Park           |
| St. Louis Rams       | 6      | Seattle Seahawks     | 16     | Qwest Field                |

## Recordes e marcas históricas

### Recordes estabelecidos nesta temporada
Passando a bola
- Maior número de passes tentados sem sofrer uma interceptação: 335, Tom Brady (Bernie Kosar, 308)
- Maior número de jogos sem sofrer uma interceptação e ainda anotar dois touchdowns: 9, Tom Brady (Don Meredith, 6)

Jogos como titular
- Jogos começados como titular para um quarterback: 297, Brett Favre
- Maior número de jogos como titular para começar a carreira: 208, Peyton Manning (Gene Upshaw)

Turnovers
- Número de sacks sofridos, carreira: 525, Brett Favre (John Elway, 516)
- Fumbles sofridos, carreira: 166, Brett Favre (Warren Moon, 161)
- Menor número de turnovers (erros) cometidos por um time, temporada: 10, New England Patriots

Special Teams
- Chutes retornados para touchdown, carreira: 14, Devin Hester (Brian Mitchell, 13)

Recorde nos playoffs
- Menor percentual de vitórias para um time que se classificou para os playoffs: 43% de aproveitamento, Seattle Seahawks de 2010 (Cleveland Browns de 1982 e Detroit Lions de 1982, 44% de aproveitamento)

### Marcas históricas
- Brett Favre se torna o primeiro quarterback a lançar para 70 000 jardas aéreas na carreira.
- Brett Favre se torna o primeiro quarterback a lançar para 500 touchdowns na carreira.
- Brett Favre se torna o primeiro quarterback a ter 10 000 passes tentados na carreira.
- Brett Favre se tornou o segundo jogador não-kicker a chegar a marca de 300 jogos na carreira. (O primeiro foi Jerry Rice)
- DeSean Jackson se tornou o primeiro jogador na história da NFL a terminar um jogo marcando um TD num retorno de punt com o tempo no relógio expirado.
- O Oakland Raiders se tornou o primeiro time na liga desde a fusão AFL-NFL de 1970 a não perder um jogo dentro da divisão e não ir para os playoffs.
- O Seattle Seahawks se tornou o primeiro time na NFL a ter uma campanha perdedora (7–9) e vencer sua divisão.

## Pós-temporada
Os playoffs de 2010–11 da NFL começaram em 8 de janeiro de 2011 nas rodadas de wild card. Depois disso, e dos playoffs de divisão na semana seguinte, o NFC Championship Game foi disputado em 23 de janeiro, seguido pelo AFC Championship Game.
Depois de críticas de jogadores e analistas quando o outro Pro Bowl foi disputado no Sun Life Stadium em Miami Gardens, Flórida nos Estados Unidos, a data do Pro Bowl de 2011 foi marcado para 31 de janeiro 2011, uma semana antes do Super Bowl. Diferente da versão anterior do jogo das estrelas, o jogo foi disputado no Aloha Stadium em Halawa, Honolulu, Havaí e terminou com a vitória da NFC sobre a AFC por 55 a 41. E como disse um porta-voz da NFL, "para o futuro, não há planos de colocar o Pro Bowl no final da temporada, atrás do Super Bowl." O presidente do Indianapolis Colts, Bill Polian, já se manifestou contra este formato e mostrou-se favorável a volta do Pro Bowl para depois do Super Bowl, como nos anos anteriores.
O Pro Bowl, jogo das estrelas, foi disputado no Havaí por 30 temporadas consecutivas de 1980 a 2009. Contudo, a NFL e oficiais do estado do Havaí decidiram que por dois anos o Pro Bowl seria no Aloha Stadium em 2011 e 2012. Isso daria a liga uma oportunidade para fazer uma rotação no Pro Bowl entre jogos no Havaí e no continente, para facilitar o acesso dos fãs aos jogos.
O Super Bowl XLV foi disputado no Cowboys Stadium em Arlington, Texas, em 6 de fevereiro de 2011 e foi o último evento oficial da NFL para a temporada de 2010.
| Tabela dos Playoffs |                                                  |                                                 |
| Posição             | AFC                                              | NFC                                             |
| 1                   | New England Patriots (Vencedor da divisão Leste) | Atlanta Falcons (Vencedor da divisão Sul)       |
| 2                   | Pittsburgh Steelers (Vencedor da divisão Norte)  | Chicago Bears (Vencedor da divisão Norte)       |
| 3                   | Indianapolis Colts (Vencedor da divisão Sul)     | Philadelphia Eagles (Vencedor da divisão Leste) |
| 4                   | Kansas City Chiefs (Vencedor da divisão Oeste)   | Seattle Seahawks (Vencedor da divisão Oeste)    |
| 5                   | Baltimore Ravens                                 | New Orleans Saints                              |
| 6                   | New York Jets                                    | Green Bay Packers                               |

### Playoffs
|  |                                        |                                        |                                        |                |                |                                  |                                  |                                  |                             |                             |                             |                                  |                                  |                                  |  |  |  |  |
|  | 8 de janeiro – Lucas Oil Stadium       | 8 de janeiro – Lucas Oil Stadium       | 8 de janeiro – Lucas Oil Stadium       |                |                | 16 de janeiro – Gillette Stadium | 16 de janeiro – Gillette Stadium | 16 de janeiro – Gillette Stadium |                             |                             |                             |                                  |                                  |                                  |  |  |  |  |
|  | 8 de janeiro – Lucas Oil Stadium       | 8 de janeiro – Lucas Oil Stadium       | 8 de janeiro – Lucas Oil Stadium       |                |                | 16 de janeiro – Gillette Stadium | 16 de janeiro – Gillette Stadium | 16 de janeiro – Gillette Stadium |                             |                             |                             |                                  |                                  |                                  |  |  |  |  |
|  | 8 de janeiro – Lucas Oil Stadium       | 8 de janeiro – Lucas Oil Stadium       | 8 de janeiro – Lucas Oil Stadium       |                |                | 16 de janeiro – Gillette Stadium | 16 de janeiro – Gillette Stadium | 16 de janeiro – Gillette Stadium |                             |                             |                             |                                  |                                  |                                  |  |  |  |  |
|  | 8 de janeiro – Lucas Oil Stadium       | 8 de janeiro – Lucas Oil Stadium       | 8 de janeiro – Lucas Oil Stadium       |                |                | 16 de janeiro – Gillette Stadium | 16 de janeiro – Gillette Stadium | 16 de janeiro – Gillette Stadium |                             |                             |                             |                                  |                                  |                                  |  |  |  |  |
|  | 6                                      | N.Y. Jets                              | 17                                     |                |                | 16 de janeiro – Gillette Stadium | 16 de janeiro – Gillette Stadium | 16 de janeiro – Gillette Stadium |                             |                             |                             |                                  |                                  |                                  |  |  |  |  |
|  | 6                                      | N.Y. Jets                              | 17                                     | 6              | N.Y. Jets      | 28                               |                                  |                                  |                             |                             |                             |                                  |                                  |                                  |  |  |  |  |
|  | 3                                      | Indianapolis                           | 16                                     | 6              | N.Y. Jets      | 28                               |                                  |                                  | 23 de janeiro – Heinz Field | 23 de janeiro – Heinz Field | 23 de janeiro – Heinz Field |                                  |                                  |                                  |  |  |  |  |
|  | 3                                      | Indianapolis                           | 16                                     | 1              | New England    | 21                               |                                  |                                  | 23 de janeiro – Heinz Field | 23 de janeiro – Heinz Field | 23 de janeiro – Heinz Field |                                  |                                  |                                  |  |  |  |  |
|  |                                        |                                        |                                        | 1              | New England    | 21                               |                                  |                                  | 23 de janeiro – Heinz Field | 23 de janeiro – Heinz Field | 23 de janeiro – Heinz Field |                                  |                                  |                                  |  |  |  |  |
|  | AFC                                    |                                        |                                        |                |                |                                  |                                  |                                  | 23 de janeiro – Heinz Field | 23 de janeiro – Heinz Field | 23 de janeiro – Heinz Field |                                  |                                  |                                  |  |  |  |  |
|  | 9 de janeiro – Arrowhead Stadium       | 9 de janeiro – Arrowhead Stadium       | 9 de janeiro – Arrowhead Stadium       | 6              | N.Y. Jets      | 19                               |                                  |                                  |                             |                             |                             |                                  |                                  |                                  |  |  |  |  |
|  | 9 de janeiro – Arrowhead Stadium       | 9 de janeiro – Arrowhead Stadium       | 9 de janeiro – Arrowhead Stadium       | 6              | N.Y. Jets      | 19                               | 15 de janeiro – Heinz Field      |                                  |                             |                             |                             |                                  |                                  |                                  |  |  |  |  |
|  | 9 de janeiro – Arrowhead Stadium       | 9 de janeiro – Arrowhead Stadium       | 9 de janeiro – Arrowhead Stadium       |                | 2              | Pittsburgh                       | 24                               |                                  |                             |                             |                             |                                  |                                  |                                  |  |  |  |  |
|  | 9 de janeiro – Arrowhead Stadium       | 9 de janeiro – Arrowhead Stadium       | 9 de janeiro – Arrowhead Stadium       |                | 2              | Pittsburgh                       | 24                               |                                  |                             |                             |                             |                                  |                                  |                                  |  |  |  |  |
|  | 5                                      | Baltimore                              | 30                                     | Campeão da AFC | Campeão da AFC | Campeão da AFC                   |                                  |                                  |                             |                             |                             |                                  |                                  |                                  |  |  |  |  |
|  | 5                                      | Baltimore                              | 30                                     | Campeão da AFC | Campeão da AFC | Campeão da AFC                   | 5                                | Baltimore                        | 24                          |                             |                             |                                  |                                  |                                  |  |  |  |  |
|  | 4                                      | Kansas City                            | 7                                      | Campeão da AFC | Campeão da AFC | Campeão da AFC                   | 5                                | Baltimore                        | 24                          |                             |                             | 6 de fevereiro – Cowboys Stadium | 6 de fevereiro – Cowboys Stadium | 6 de fevereiro – Cowboys Stadium |  |  |  |  |
|  | 4                                      | Kansas City                            | 7                                      | Campeão da AFC | Campeão da AFC | Campeão da AFC                   | 2                                | Pittsburgh                       | 31                          |                             |                             | 6 de fevereiro – Cowboys Stadium | 6 de fevereiro – Cowboys Stadium | 6 de fevereiro – Cowboys Stadium |  |  |  |  |
|  | Playoffs de Wild Card                  |                                        |                                        |                |                |                                  | 2                                | Pittsburgh                       | 31                          |                             |                             | 6 de fevereiro – Cowboys Stadium | 6 de fevereiro – Cowboys Stadium | 6 de fevereiro – Cowboys Stadium |  |  |  |  |
|  | Playoffs de Divisão                    |                                        |                                        |                |                |                                  |                                  |                                  |                             |                             |                             | 6 de fevereiro – Cowboys Stadium | 6 de fevereiro – Cowboys Stadium | 6 de fevereiro – Cowboys Stadium |  |  |  |  |
|  | 9 de janeiro – Lincoln Financial Field | 9 de janeiro – Lincoln Financial Field | 9 de janeiro – Lincoln Financial Field | A2             | Pittsburgh     | 25                               |                                  |                                  |                             |                             |                             |                                  |                                  |                                  |  |  |  |  |
|  | 9 de janeiro – Lincoln Financial Field | 9 de janeiro – Lincoln Financial Field | 9 de janeiro – Lincoln Financial Field | A2             | Pittsburgh     | 25                               | 15 de janeiro – Georgia Dome     |                                  |                             |                             |                             |                                  |                                  |                                  |  |  |  |  |
|  | 9 de janeiro – Lincoln Financial Field | 9 de janeiro – Lincoln Financial Field | 9 de janeiro – Lincoln Financial Field |                | N6             | Green Bay                        | 31                               |                                  |                             |                             |                             |                                  |                                  |                                  |  |  |  |  |
|  | 9 de janeiro – Lincoln Financial Field | 9 de janeiro – Lincoln Financial Field | 9 de janeiro – Lincoln Financial Field |                | N6             | Green Bay                        | 31                               |                                  |                             |                             |                             |                                  |                                  |                                  |  |  |  |  |
|  | 6                                      | Green Bay                              | 21                                     | Super Bowl XLV | Super Bowl XLV | Super Bowl XLV                   |                                  |                                  |                             |                             |                             |                                  |                                  |                                  |  |  |  |  |
|  | 6                                      | Green Bay                              | 21                                     | Super Bowl XLV | Super Bowl XLV | Super Bowl XLV                   | 6                                | Green Bay                        | 48                          |                             |                             |                                  |                                  |                                  |  |  |  |  |
|  | 3                                      | Philadelphia                           | 16                                     | Super Bowl XLV | Super Bowl XLV | Super Bowl XLV                   | 6                                | Green Bay                        | 48                          |                             |                             | 23 de janeiro – Soldier Field    | 23 de janeiro – Soldier Field    | 23 de janeiro – Soldier Field    |  |  |  |  |
|  | 3                                      | Philadelphia                           | 16                                     | Super Bowl XLV | Super Bowl XLV | Super Bowl XLV                   | 1                                | Atlanta                          | 21                          |                             |                             | 23 de janeiro – Soldier Field    | 23 de janeiro – Soldier Field    | 23 de janeiro – Soldier Field    |  |  |  |  |
|  |                                        |                                        |                                        |                |                |                                  | 1                                | Atlanta                          | 21                          |                             |                             | 23 de janeiro – Soldier Field    | 23 de janeiro – Soldier Field    | 23 de janeiro – Soldier Field    |  |  |  |  |
|  | NFC                                    |                                        |                                        |                |                |                                  |                                  |                                  |                             |                             |                             | 23 de janeiro – Soldier Field    | 23 de janeiro – Soldier Field    | 23 de janeiro – Soldier Field    |  |  |  |  |
|  | 8 de janeiro – Qwest Field             | 8 de janeiro – Qwest Field             | 8 de janeiro – Qwest Field             | 6              | Green Bay      | 21                               |                                  |                                  |                             |                             |                             |                                  |                                  |                                  |  |  |  |  |
|  | 8 de janeiro – Qwest Field             | 8 de janeiro – Qwest Field             | 8 de janeiro – Qwest Field             | 6              | Green Bay      | 21                               | 16 de janeiro – Soldier Field    |                                  |                             |                             |                             |                                  |                                  |                                  |  |  |  |  |
|  | 8 de janeiro – Qwest Field             | 8 de janeiro – Qwest Field             | 8 de janeiro – Qwest Field             |                | 2              | Chicago                          | 14                               |                                  |                             |                             |                             |                                  |                                  |                                  |  |  |  |  |
|  | 8 de janeiro – Qwest Field             | 8 de janeiro – Qwest Field             | 8 de janeiro – Qwest Field             |                | 2              | Chicago                          | 14                               |                                  |                             |                             |                             |                                  |                                  |                                  |  |  |  |  |
|  | 5                                      | New Orleans                            | 36                                     | Campeão da NFC | Campeão da NFC | Campeão da NFC                   |                                  |                                  |                             |                             |                             |                                  |                                  |                                  |  |  |  |  |
|  | 5                                      | New Orleans                            | 36                                     | Campeão da NFC | Campeão da NFC | Campeão da NFC                   | 4                                | Seattle                          | 24                          |                             |                             |                                  |                                  |                                  |  |  |  |  |
|  | 4                                      | Seattle                                | 41                                     | Campeão da NFC | Campeão da NFC | Campeão da NFC                   | 4                                | Seattle                          | 24                          |                             |                             |                                  |                                  |                                  |  |  |  |  |
|  | 4                                      | Seattle                                | 41                                     | Campeão da NFC | Campeão da NFC | Campeão da NFC                   | 2                                | Chicago                          | 35                          |                             |                             |                                  |                                  |                                  |  |  |  |  |
|  |                                        |                                        |                                        |                |                |                                  | 2                                | Chicago                          | 35                          |                             |                             |                                  |                                  |                                  |  |  |  |  |

## Prêmios

### Temporada
| Prêmio                                                  | Vencedor       | Posição          | Time                 |
| ------------------------------------------------------- | -------------- | ---------------- | -------------------- |
| Jogador Mais Valioso (MVP)                              | Tom Brady      | Quarterback      | New England Patriots |
| Defensive Player of the Year (Jogador Defensivo do Ano) | Troy Polamalu  | Strong Safety    | Pittsburgh Steelers  |
| Offensive Player of the Year (Jogador Ofensivo do Ano)  | Tom Brady      | Quarterback      | New England Patriots |
| Coach of the Year (Treinador do Ano)                    | Bill Belichick | Treinador        | New England Patriots |
| Offensive Rookie of the Year (Novato Ofensivo do Ano)   | Sam Bradford   | Quarterback      | St. Louis Rams       |
| Defensive Rookie of the Year (Novato Defensivo do Ano)  | Ndamukong Suh  | Defensive Tackle | Detroit Lions        |
| Comeback Player of the Year                             | Michael Vick   | Quarterback      | Philadelphia Eagles  |
| MVP do Super Bowl                                       | Aaron Rodgers  | Quarterback      | Green Bay Packers    |

### Por semana
| Semana | FedEx Air Player of the Week1         | FedEx Ground Player of the Week2            | Pepsi Rookie of the Week3                |
| ------ | ------------------------------------- | ------------------------------------------- | ---------------------------------------- |
| 17     | QB Josh Freeman, Tampa Bay Buccaneers | RB Arian Foster, Houston Texans             | TE Rob Gronkowski, New England Patriots  |
| 16     | QB Josh Freeman, Tampa Bay Buccaneers | RB LeGarrette Blount, Tampa Bay Buccaneers  | QB Tim Tebow, Denver Broncos             |
| 15     | QB Michael Vick, Philadelphia Eagles  | RB Ray Rice, Baltimore Ravens               | TE Aaron Hernandez, New England Patriots |
| 14     | QB Tom Brady, New England Patriots    | RB Darren McFadden, Oakland Raiders         | TE Rob Gronkowski, New England Patriots  |
| 13     | QB Aaron Rodgers, Green Bay Packers   | RB Maurice Jones-Drew, Jacksonville Jaguars | LB Sean Lee, Dallas Cowboys              |
| 12     | QB Matt Cassel, Kansas City Chiefs    | RB Peyton Hillis, Cleveland Browns          | QB Sam Bradford, St. Louis Rams          |
| 11     | QB Aaron Rodgers, Green Bay Packers   | RB Maurice Jones-Drew, Jacksonville Jaguars | PR Bryan McCann, Dallas Cowboys          |
| 10     | QB Michael Vick, Philadelphia Eagles  | RB Fred Jackson, Buffalo Bills              | QB Tim Tebow, Denver Broncos             |
| 9      | QB Brett Favre, Minnesota Vikings     | RB Peyton Hillis, Cleveland Browns          | WR Jacoby Ford, Oakland Raiders          |
| 8      | QB Jason Campbell, Oakland Raiders    | RB Jamaal Charles, Kansas City Chiefs       | DT Ndamukong Suh, Detroit Lions          |
| 7      | QB Matt Ryan, Atlanta Falcons         | RB Darren McFadden, Oakland Raiders         | WR Dez Bryant, Dallas Cowboys            |
| 6      | QB Kevin Kolb, Philadelphia Eagles    | RB Chris Ivory, New Orleans Saints          | RB Chris Ivory, New Orleans Saints       |
| 5      | QB Shaun Hill, Detroit Lions          | RB Matt Forte, Chicago Bears                | QB Max Hall, Arizona Cardinals           |
| 4      | QB Kyle Orton, Denver Broncos         | RB LaDainian Tomlinson, New York Jets       | QB Sam Bradford, St. Louis Rams          |
| 3      | QB Michael Vick, Philadelphia Eagles  | RB Adrian Peterson, Minnesota Vikings       | TE Tony Moeaki, Kansas City Chiefs       |
| 2      | QB Matt Schaub, Houston Texans        | RB LeSean McCoy, Philadelphia Eagles        | RB Jahvid Best, Detroit Lions            |
| 1      | QB Jay Cutler, Chicago Bears          | RB Arian Foster, Houston Texans             | WR Dexter McCluster, Kansas City Chiefs  |

Legenda
1: FedEx Air Player of the Week (Melhor jogador passando a bola)

2: FedEx Ground Player of the Week (Melhor jogador correndo com a bola)

3: Pepsi Rookie of the Week (Novato da semana)

### Time All-pro
| Ataque           | Ataque                                                                             |
| ---------------- | ---------------------------------------------------------------------------------- |
| Quarterback      | Tom Brady, New England                                                             |
| Running back     | Arian Foster, Houston Jamaal Charles, Kansas City Maurice Jones-Drew, Jacksonville |
| Fullback         | Vonta Leach, Houston                                                               |
| Wide receiver    | Roddy White, Atlanta Reggie Wayne, Indianapolis Andre Johnson, Houston             |
| Tight end        | Jason Witten, Dallas                                                               |
| Offensive tackle | Joe Thomas, Cleveland Jake Long, Miami                                             |
| Offensive guard  | Jahri Evans, New Orleans Logan Mankins, New England Chris Snee, NY Giants          |
| Center           | Nick Mangold, NY Jets                                                              |

| Defensa            | Defensa                                                                                                  |
| ------------------ | --- |
| Defensive end      | Julius Peppers, Chicago John Abraham, Atlanta Justin Tuck, NY Giants                                     |
| Defensive tackle   | Haloti Ngata, Baltimore Ndamukong Suh, Detroit                                                           |
| Outside linebacker | Clay Matthews III, Green Bay James Harrison, Pittsburg Cameron Wake, Miami                               |
| Inside linebacker  | Jerod Mayo, New England Patrick Willis, San Francisco                                                    |
| Cornerback         | Darrelle Revis, NY Jets Nnamdi Asomugha, Oakland Asante Samuel, Philadelphia Devin McCourty, New England |
| Safety             | Troy Polamalu, Pittsburgh Ed Reed, Baltimore                                                             |

| Kicker        | Billy Cundiff, Baltimore David Akers, Philadelphia |
| Punter        | Shane Lechler, Oakland                             |
| Kick returner | Devin Hester, Chicago Leon Washington, Seattle     |
| Punt returner | Devin Hester, Chicago                              |
| Special Teams | Eric Weems, Atlanta                                |